# 用途変更
用途変更（ようとへんこう）は、使用者が使用する対象物を当初の用途から他の用途へと変更することである。
不動産、動産を問わず、関連法規によって用途が定められている場合がある。
これに反すれば違法となる場合もあるし、用途外使用の手続きを必要とする場合、用途変更の手続きを必要とする場合など、対象物と関連法規により扱いは様々である。
本項では主に日本での事例について述べる。

## 不動産の場合
建築基準法では、建築物が、居住用や文教用、医療福祉用、商業用、工場用といったいずれかの特定用途のために建てた建築物を他の用途へと変更することを指す。日本でのこのような場合には通常、新築と同様に法令に基づく建築確認や完了検査の手続きが必要となり、当該地区で認められていない用途へは変更が許されない。
耕作放棄地を、農地から山林などへその用途を変更する場合には市町村等の農業委員会へ用途変更を申請することになっている。

## 動産の場合
家畜は繁殖用や乗用など、その用途が定められており、用途の変更には一定の手続きが必要である。
ウマの例でいえば、農用、乗用、競走用などに大別されている。競走用馬を乗用に変更すると用途変更となる。これ以外にも、競走馬が引退する場合に乗馬用や繁殖用にウマの用途を変更する場合などにも用いられる。

### 家畜の用途変更の概要

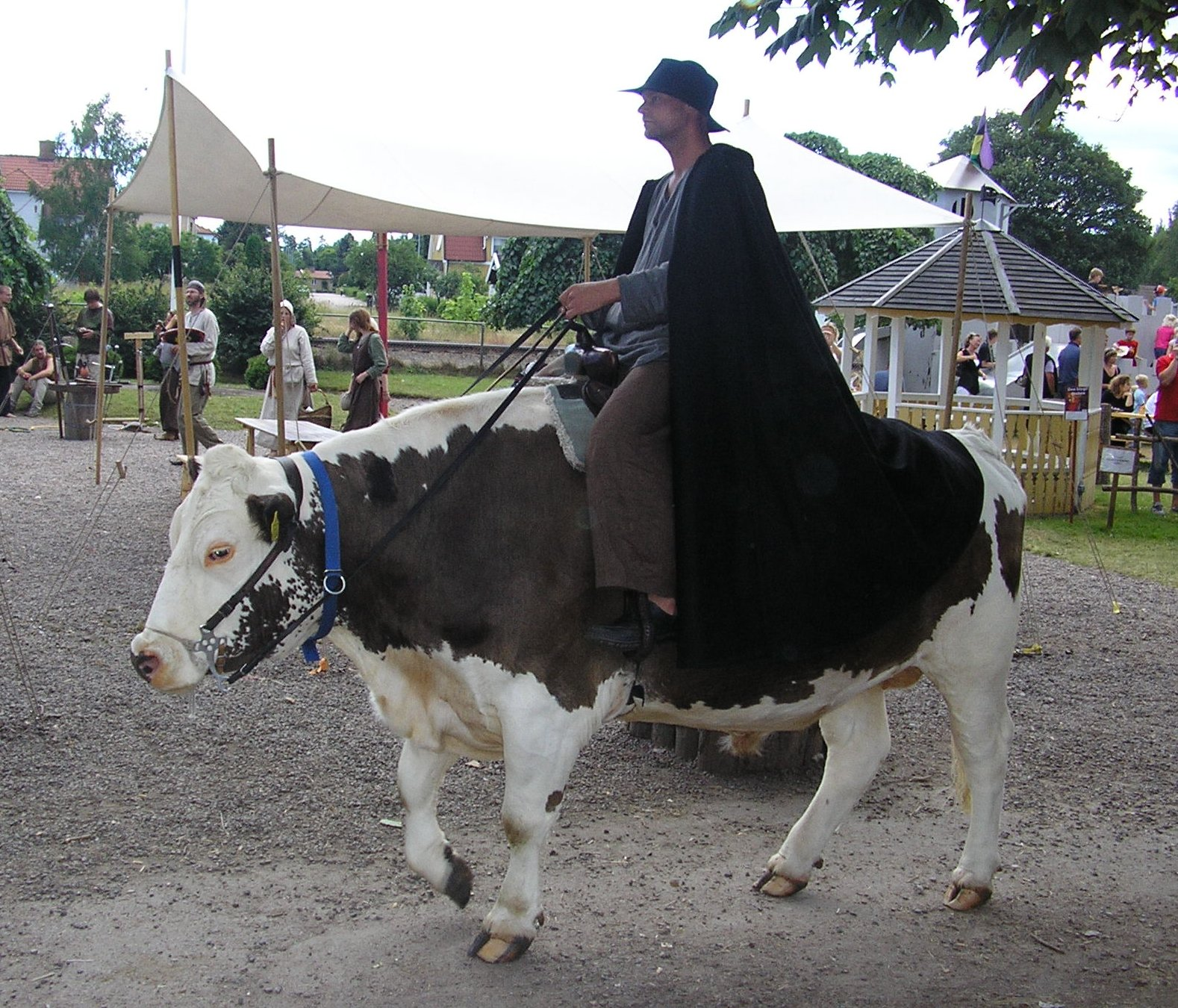
乗用にされるウシ

ヒトとのかかわりにおいて、動物はその用途により、
- 産業用（肉用、卵用、毛用、皮用、乳用、脂用、繁殖用など）
- 使役用（乗用、牽用、農用、荷用、軍用など）
- 愛玩用
- 実験用
- 展示用

などに分類することができる。
多くの家畜品種は、特定の目的に適うように品種改良を受けており、生まれながらにして用途は定まっている。たとえば、乳用牛であるホルスタインを乗用とするために生産する者はいない。
一方、家畜化されていない動物の場合、たとえば一般に野生状態のゾウには生まれながらの用途というものは存在しないが、展示用、あるいは乗用や軍用に捕獲された結果、「用途」が生じる場合がある。
はじめから複数の用途を前提として生産される家畜もいる。合鴨農法のアイガモは農用に供された後、食肉用となる。スペイン文化圏には闘牛専用のウシ品種があるが、闘牛で殺された牛は食肉用となる。絹を採った後のカイコは餌として家畜に与えられたり、ヒトの食用になることすらある。
しかし、様々な事情でこうした本来・当初の用途から、別の用途に転用となる場合がある。
たとえばレース用の伝書鳩を卵用にしたり、観賞用のコイを食用にしたり、展示用のイルカを軍用にすると、本来の用途が変更されたことになる。
法令や組織の定款に基づいて登録・管理される動物では、その用途が変更になる場合は所定の手続きが求められる場合がある。
使役動物が調教や馴致によっても望ましい働きが見込めない場合や、加齢や疾病によって本来の用途に適わなくなった産業動物や使役動物は、当初の用途から退くことになる。多くの場合は他の用途にあてられることになるが、それが肉用や皮用（或いは研究用）である場合、それはその動物にとって死を意味する。
以下に日本での家畜に関する実例を述べる。

### イヌ
イヌの場合、日本では身体障害者補助犬法によって身体障害者補助犬(盲導犬、聴導犬、介助犬)の規定があり、指定団体による認定を要する。
つまり、現に身体障害者の介助に用いられているイヌであっても、法の定める認定を受けていなければ、そのイヌは「身体障害者補助犬」ではない。
ただし、同法では、認定と取消だけが定められており、たとえば仮にあるイヌが盲導犬を引退して愛玩用になる場合でも、
手続き的には身体障害者補助犬の取消が行われるだけであり、愛玩用へ転用になったという事実は法的に記録されるわけではない。

### ウシ
牛の個体識別のための情報の管理及び伝達に関する特別措置法に基づく牛トレーサビリティ制度によって、すべてのウシは11の種別に分類されて、独立行政法人家畜改良センターへ個別登録することが義務付けられている。
ここでは、ウシは乳用、肉専用種、交雑種の3種に大別される。これは血統登録に基づく分類であり、乳用種が肉専用種に変更となることはありえない。
例えば乳用種の場合、オス牛は当然、乳用とすることはできない。
子牛が誕生した酪農家が繁殖用、愛玩用とすることも理論上はありうるが、現代の日本においては、食肉用に転売される以外の可能性はほぼ皆無である。過去の日本においては農用や牽用となる場合もあった。
この子牛が酪農家から育成農家、肥育農家へ転売される時点で、子牛が食肉用となることが事実上確定するが、この場合用いられる術語は酪農家から育成農家への「異動」であり、「用途変更」ではない。牛トレーサビリティ制度は、食の安全性の観点から「牛肉」を管理するために創設された制度であり、すべてのウシが食肉加工を前提として管理されているからである。したがって、牛トレーサビリティ制度は、ウシを個別管理する上でそのウシが農用なのか牽用なのか乳用なのか肉用なのかは管理していない。品種としての「乳用種」「肉専用種」とは別である。

### ウマ
日本のウマのうち、55%は競走馬である。
次いで多いのが農用馬で約25%を占める。ただし、現在の日本ではいわゆる農耕用（農機具の牽引や厩肥の獲得に用いられる）ウマは少ない。
食肉用に育成されるウマは肥育用と表現される場合もあるが、統計上はこれも農用馬に含まれている。たとえば輓用種のブルトン種は現在日本では専ら肉用に飼養されている。ばんえい競馬の輓用種（ペルシュロン）も統計上は農用馬に分類されるが、農用馬全体の約5%にすぎない。競走用や農用以外では、乗用と在来馬に分類されるが、実際の用途としては競技用、観光用、儀典用などがある。かつては乗用、軍用、農用、牽用、厩肥用など様々なウマが生産されていた。
日本では競走用馬とは、然るべき組織・団体により競走用馬として登録を受けたウマである。
サラブレッドは競走専用の品種であり、生産された時点で競走馬となることが期待されたウマであり、競走馬として馴致育成されるが、上記の登録を受けていないサラブレッドは「競走馬」ではない。
競走で淘汰された競走馬は、競走という本来の用途に適さないことが実証されたウマであり、競走用から退くことになる。
加齢や疾病によって競走能力が衰えたり喪失した場合も同様である。
（広義では競走馬として買い手がつかなかったサラブレッドなどもこれに含まれる。近年では生産頭数の5～10%がこれにあたる。）
競走用から退く場合は、この組織にその旨を申告するが、その際には登録抹消後の用途を申告することになる。例えば競走用馬としてJRAから地方競馬へ転出する場合は地方競馬である。競走用馬以外の用途になる場合は用途変更として扱われる。種牡馬や繁殖牝馬となる場合は繁殖、農用や牽用になる場合は農馬や使役、そのほか研究用や乗馬など、後の用途を申告する。死亡の場合は斃死、単純に用途を失う場合は廃用となる。こうして一度、管理から外れるとその後の管理は行われない。登録を抹消される競走馬の統計は存在するが、その後の統計は存在しない。乗用馬として転出した後に食用になったとしても、元団体（たとえばJRA）はその事実を関知しない。
特筆すべき血統的背景をもつ場合は、繁殖用となる。この場合、繁殖用のウマを管理する団体によって登録を受ける。ここでも、繁殖用途から外れる場合は、競走用馬の場合と同様にその後の用途を申請して登録を抹消される。
いったん管理から外れたウマが転売された場合、その後どこかで公式に何らかの用途登録を受けなければ、それ以降の用途の記録は残らない。この場合、転出した側からは転売不明と表現される場合もある。
JRAでは競走馬が登録を抹消される場合はその事由が公表される。ある競走馬が引退後に肉用になることをおおっぴらにすることを望まない場合、いったん乗馬として登録を抹消してしまえば、その直後にもう一度用途変更して屠殺して加工したとしてもその事実は容易には知られない。繁殖用馬も同様で、繁殖用を“廃用”になった場合、字義どおりには単に繁殖の任を解かれたというだけであり、余生を牧場でのんびり過ごすということもありうる。しかし実際には経済的な理由で用途の無いウマを飼養できない場合は、食肉用に屠殺される可能性が高い。なお、JRA が、海外に居住しながら JRA の馬主登録を行う本邦外居住者馬主申請者向けの資料によると、「日本には、フランス等と同じく馬肉食の文化があり、引退した競走馬についても一部加工食品の原料として利用される場合もあります。」と明記しており、引退後の競走馬の食肉用途への転用が間接的ではあるが JRA も認知していることが裏付けられ、用途転用は食肉転用の歪曲的な表現であると捉える者も居る。

### ハト
愛好家が品種改良や訓練を行うことを農林水産省が統轄する使役動物となっており、脚環の装着と所有権登録、迷い鳩の引き取り、ワクチンの接種などが義務化されている。